# Ein starkes Team: Für immer jung
Für immer jung ist ein deutscher Fernsehfilm von Johannes Grieser aus dem Jahr 2025. Es handelt sich um die 100. Folge der Krimiserie Ein starkes Team mit Florian Martens und Stefanie Stappenbeck in den Hauptrollen. Es ist der sechsunddreißigste Einsatz von Linett Wachow an der Seite von Otto Garber. Für Lucas Reiber als Kriminaloberkommissar und IT-Spezialist Nils Makowski ist es sein dritter Auftritt. Die Erstausstrahlung der Jubiläumsfolge soll im Jahr 2025 zur Hauptsendezeit im ZDF erfolgen.

## Handlung
Linett Wachow und Otto Garber ermitteln im Mordfall an Alexander Möwe, der tot im Berliner Tiergarten aufgefunden wird und als wissenschaftlicher Mitarbeiter eines Forschungsinstituts arbeitete. Ins Visier der Ermittlungen gerät Institutsleiterin Vanessa Zimmermann, die mitbekommen hat, wie Möwe Material aus dem Institut, eine Formel für das ewige Leben, illegal entwendete.

## Produktionsnotizen
Die Dreharbeiten für Für immer jung erstreckten sich vom 13. Februar 2024 bis zum 14. März 2024 und fanden in Berlin, Brandenburg und Umgebung statt. Für die Produktion zeichnete die UFA Fiction unter Federführung des Produzenten Simon Müller-Elmau verantwortlich.